# ريتشارد بارتوس
ريتشارد بارتوس هو لاعب كرة قدم سلوفاكي في مركز الوسط، ولد في 28 يونيو 1992 في تشيكوسلوفاكيا. لعب مع نادي روجومبيروك.

## وصلات خارجية
- ريتشارد بارتوس على موقع قاعدة بيانات كرة القدم.إي يو (الإنجليزية)
- ريتشارد بارتوس على موقع Soccerway.com (الإنجليزية)